# Teinobasis corolla
Teinobasis corolla là một loài chuồn chuồn kim trong họ Coenagrionidae.
Teinobasis corolla được miêu tả khoa học năm 1939 bởi Needham & Gyger.